# Redueña
Redueña er en by og kommune i det centrale Spanien i Madrid-regionen. Den har et indbyggertal på 288 (2024) indbyggere.